# 马蒂亚斯·博里
马蒂亚斯·博里（瑞典語：Mattias Borg，1991年5月16日—），瑞典男子羽毛球運動員。

## 生平
2013年4月，马蒂亚斯·博里出戰克羅地亞羽毛球國際賽，在男單決賽以1比2不敵意大利的選手，屈居亞軍。
2014年8月，马蒂亚斯·博里參加丹麥哥本哈根舉行的世界羽毛球錦標賽，出戰男子單打項目，首圈就以0比2（11-21、8-21）負於荷蘭的方發財出局。

## 主要比賽成績
只列出曾進入準決賽的國際賽事成績：
| 年份   | 賽事                 | 公開賽級別 | 項目     | 成績   |
| ------ | -------------------- | ---------- | -------- | ------ |
| 2011年 | 冰島羽毛球國際賽     | 國際系列賽 | 男子單打 | 冠軍   |
| 2013年 | 克羅地亞羽毛球國際賽 | 國際系列賽 | 男子單打 | 亞軍   |
| 2013年 | 哈爾科夫羽毛球國際賽 | 國際挑戰賽 | 男子單打 | 亞軍   |
| 2014年 | 美國羽毛球國際賽     | 國際挑戰賽 | 男子單打 | 亞軍   |
| 2015年 | 匈牙利羽毛球國際賽   | 國際系列賽 | 男子單打 | 準決賽 |
| 2016年 | 瑞典羽毛球大師賽     | 國際挑戰賽 | 男子單打 | 亞軍   |
| 2017年 | 瑞典羽毛球國際賽     | 國際系列賽 | 男子單打 | 準決賽 |

| 2007-2017年 | 首要超級賽 | 超級賽 | 黃金大獎賽 | 大獎賽 | 國際挑戰賽 | 國際系列賽 | 未來系列賽 | 其他 |

| 2018-2026年 | 總決賽 | 超級1000賽 | 超級750賽 | 超級500賽 | 超級300賽 | 超級100賽 | 國際挑戰賽 | 國際系列賽 | 未來系列賽 | 其他 |

### 奧運會和世錦賽參賽紀錄
|          | 2014 |
| -------- | ---- |
| 男子單打 | 64強 |